# Peter Steiger
Peter Steiger (Schlatt, 23 de janeiro de 1960) é um desportista suíço que competiu no ciclismo na modalidade de pista, especialista na prova de meio fundo.
Ganhou três medalhas no Campeonato Mundial de Ciclismo em Pista entre os anos 1990 e 1992.

## Medalheiro internacional
| Campeonato Mundial | Campeonato Mundial    | Campeonato Mundial | Campeonato Mundial |
| Ano                | Lugar                 | Medalha            | Competição         |
| ------------------ | --------------------- | ------------------ | ------------------ |
| 1990               | Maebashi ( Japão)     | Medalha de prata   | Meio fundo (P)     |
| 1991               | Stuttgart ( Alemanha) | Medalha de prata   | Meio fundo (P)     |
| 1992               | Valencia ( Espanha)   | Medalha de ouro    | Meio fundo (P)     |